# Lithothamnion vanheurckii
Lithothamnion vanheurckii Heydrich, 1905  é o nome botânico  de uma espécie de algas vermelhas  pluricelulares do gênero Lithothamnion, subfamília Melobesioideae.
- São algas marinhas encontradas no Reino Unido.

## Sinonímia
- Não apresenta sinônimos.